# Setodes amurensis
Setodes amurensis är en nattsländeart som beskrevs av Martynov 1935. Setodes amurensis ingår i släktet Setodes och familjen långhornssländor. Inga underarter finns listade i Catalogue of Life.